# جون ماكلين
جون ماكلين (بالإنجليزية: John McLean)‏ (و. 1785 – 1861 م) هو قانوني وسياسي أمريكي خدم في كونغرس الولايات المتحدة، كما شغل منصب مدير عام بريد الولايات المتحدة وقاضي في محكمة أوهايو العليا والمحكمة العليا للولايات المتحدة. تمت مناقشة عملية ترشيحه للرئاسة كثيرا في تعيينات الحزب الجمهوري وحزب الويغ. 
ولد ماكلين في نيوجيرسي وعاش في عدّة بلدات على الحدود قبل يستقر في ريدجفيل، أوهايو. أسس صحيفة أسبوعية تدعى The Western Star، وافتتح مكتبا قانونيا. فاز في انتخابات مجلس النواب الأمريكي وبقي فيه من عام 1813 حتى انتخابه إلى محكمة أوهايو العليا في عام 1816. استقال من هذا المنصب ليقبل تعيينه في إدارة الرئيس جيمس مونرو ليصبح المدير العام لبريد الولايات المتحدة في عام 1823. شغل ماكلين هذا المنصب في رئاسة مونرو والرئيس جون كوينسي آدامز، حيث أدار عملية توسع خدمة البريد في البلاد. عينه الرئيس أندرو جاكسون كقاضي مشارك في المحكمة العليا في عام 1829.
أصبح ماكلين معروفًا في المحكمة العليا كمعارض للعبودية، وكثيراً ما تم ذكره كمرشح رئاسي لمختلف الأحزاب. نال ماكلين دعم مندوبي حزب الويغ في المؤتمر الوطني للحزب في انتخابات عام 1848، وكذلك المؤتمر الوطني الجمهوري في انتخابات عام 1856 ومجددا عام 1860. كان واحدا من قاضيين عارضوا في قضية دريد سكوت ضد ساندفورد التاريخية. خدم ماكلين في المحكمة حتى وفاته في عام 1861.

## روابط خارجية
- جون ماكلين على موقع الموسوعة البريطانية (الإنجليزية)
- جون ماكلين على موقع إن إن دي بي (الإنجليزية)